# Bustul lui Mihai Eminescu din Constanța
Bustul lui Mihai Eminescu din Constanța, turnat în bronz, amplasat lângă Farul Genovez, pe un soclu din travertin, cu înălțimea de 3 m, a fost realizat în anul 1930 de către sculptorul Oscar Han și dezvelit în august 1934 pe faleza cazinoului, în apropierea mării.
Pe soclul bustului se profilează chipul statuar al uneia dintre muzele antice inspiratoare ale liricii – Terpsihora sau Erato. Alți comentatori consideră că este Calliope, muza poeziei epice, căreia sculptorul i-ar fi împrumutat chipul Veronicăi Micle.

## Istoric
În iunie 1882, Mihai Eminescu (1850-1889) a poposit pe malul Mării Negre, locuind zece zile în mansarda de la „Hôtel d'Angleterre” din Constanța. Pe locul acestui hotel, demolat în 1906, se află în prezent Hotelul „Intim”, ridicat în 1906-1909 pe strada Nicolae Titulescu nr. 9, declarat monument istoric, pe a cărui fațadă este montată o placă memorială, cu următorul conținut: 
În acest loc s-a aflat „Hotel D’Angleterre”, la mansarda căruia a locuit zece zile în iunie 1882 Mihai Eminescu (1850-1889) poetul național al românilor.
Inițiativa ridicării unui monument al lui Eminescu la Constanța au avut-o profesoara, scriitoarea și traducătoarea Zoe Verbiceanu și avocatul, publicistul și poetul I.N. Roman, care îl cunoscuse în tinerețe pe Eminescu. Cei doi au constituit, în 1931, un comitet numit „Pro-Eminescu”, ce a desfășurat, timp de trei ani, o utilă și bogată activitate de popularizare a operei eminesciene și de strângere a fondurilor necesare ridicării monumentului.
Inaugurarea statuii a avut loc la ora 13:15, pe data de 15 august 1934, în prezența regelui Carol al II-lea și a fiului său, principele moștenitor Mihai, care se aflau la Constanța cu ocazia sărbătoririi Zilei Marinei. La ceremonie au ținut discursuri contraamiralul Bălănescu, ministrul instrucțiunii publice Constantin Angelescu, academicianul I. Bianu și regele.
Cu ocazia împlinirii a 160 de ani de la nașterea poetului pe latura sudică a ansamblului de coloane ce încadrează statuia a fost fixată în piatră o placă de bronz, cu efigia poetului în altorelief, sub care este înscris textul:
| ÎN AMINTIREA POETULUI MĂRII, MIHAI EMINESCU 15 ianuarie 1850 – 15 iunie 1889 FĂURITORUL LIMBII ȘI CONȘTIINȚEI NAȚIONALE ROMÂNEȘTI, EVOCATOR AL PĂMÂNTULUI DOBROGEAN LA 160 DE ANI DE LA NAȘTERE 15 IANUARIE 2010 CONSILIUL JUDEȚEAN CONSTANȚA LIGA CULTURALĂ PENTRU UNITATEA ROMÂNILOR DE PRETUTINDENI |

## Vandalizare
În martie 2011 a fost furată efigia masivă din bronz de pe soclu, pe care era înscris numele poetului, cu toate că în zona unde este amplasat monumentul există două posturi ale gardienilor publici, iar în spatele statuii se află și un post al poliției militare care asigură paza Comandamentului Flotei. 